# Canariola
Canariola is een geslacht van rechtvleugeligen uit de familie sabelsprinkhanen (Tettigoniidae). De wetenschappelijke naam van dit geslacht is voor het eerst geldig gepubliceerd in 1940 door Uvarov.

## Soorten
Het geslacht Canariola omvat de volgende soorten:
- Canariola emarginata Newman, 1964
- Canariola nubigena Krauss, 1892
- Canariola quinonesi Llucià-Pomares & Iñiguez Yarza, 2010
- Canariola willemsei Morales-Agacino, 1959